# أبو جانتي 1 (مسلسل)
أبو جانتي ملك التكسي أو ملك اللانسر مسلسل سوري كوميدي عرض في رمضان 1431 هـ - 2010 م،

## القصة
تدور أحداث المسلسل حول شخصيات عابرة وعادية، جميعهم يركبون صدفة في سيارة التاكسي التي يقودها "أبو جانتي" في مدينة دمشق بسوريا. يستمع البطل إلى حكاياتهم، ويعلق عليها، ويتفاعل معها في سياق حياته اليومية. يُقدّم المسلسل غالبًا في قالب طريف، لكنه أحيانًا يقترب من التراجيديا أو المواقف البكائية، مما يعكس صورة حقيقية للواقع، مع لمسة من السخرية النقدية أو الألم المبطّن. يهدف العمل إلى استكشاف عوالم سائقي التاكسي وركابهم، حيث يعرض مواقف طريفة في إطار كوميدي ساخر. ينتمي المسلسل إلى الكوميديا السوداء، حيث يعكس قضايا المجتمع بطريقة تجعل المشاهد يتأرجح بين الضحك والبكاء في نفس اللحظة. كما يحمل المسلسل أفكارًا جديدة ومتنوعة، ويطرح مواضيع تلامس قضايا وهموم الناس البسطاء.  
كانت أول ظهور لشخصية "أبو جانتي" في عام 2003، في إحدى حلقات الجزء الثالث من برنامج "بقعة ضوء". وبعد النجاح الذي حققته الشخصية، تم إنتاج المسلسل الذي عرض جزءه الأول، ثم تم عرض الجزء الثاني بعنوان "أبو جانتي 2" في رمضان 2010.

## طاقم العمل
- سامر المصري بدور «محي الدين (أبو جانتي)»
- خالد تاجا بدور «أبو الملوك»
- أيمن رضا بدور «أبو ليلى»
- تاج حيدر بدور «عواطف»
- فادي صبيح بدور «سعيد حوزاني»
- أندريه سكاف بدور «عماد (رفرفت)»
- شكران مرتجى بدور «سعاد»
- سامية الجزائري بدور «بديعة (أم النور)»
- أدهم مرشد بدور «وليد»
- فرح بسيسو بدور «الدكتورة ريم»
- جيني أسبر بدور «فاتن (أم ليلى)»
- نزار أبو حجر بدور «جابر (ضد المي)»
- فاتنة ليلى بدور «زمرد»
- محمد خاوندي بدور «فايز»
- محمد قنوع بدور «نادر»
- جلال الطويل بدور «فايز»
- سمير الشماط بدور «جنط»

ضيوف الشرف
- حسام تحسين بك بدور «المخرف أبو محمود»
- زهير عبد الكريم بدور «الإرهابي»
- نجاح حفيظ بدور «أم زهير»
- ناهد الحلبي بدور «أم طارق»
- عوض عبدالله بدور «أبو مشعل»

## الأدوار
- سامر المصري: يجسد شخصية «أبو جانتي»، سائق سيارة أجرة يطلق على نفسه لقب ملك اللانسر وهو ليس سائق تاكسي عادي، بل هو إنسان له أجواؤه الخاصة ومصطلحاته ومفاهيمه فهو يمثل ابن البلد، المفعم بالقيم والشهامة والنخوة لكنه في الوقت ذاته ابن الطبقة الوسطى الذي يعاني من عدة مصاعب تجعله مهدداً بشكل دائم بلقمته وعيشه، وهو ما يضطره لإيجاد حلول للمشاكل الطارئة، وهنا يبرز ذكاء أبو جانتي وخبثه أحيانا، فيمزج بين الطيبة والاحتيال في قالب طريف.

- أيمن رضا: يجسد شخصية «أبو ليلى»، وهو صديق أبو جانتي المقرب الذي يستعين به دائماً وهو شخص غير متوازن نوعاً ما ولديه محل في سوق النسوان كما يملك فرقة عراضات لإحياء الأعراس، وشخصيته تمثل خلطة جديدة من عدة شخصيات، فهو متزوج وليس لديه أولاد وزوجته صاحبة المحل الذي يعمل فيه.

- فادي صبيح: يجسد شخصية «سعيد»، حارس المرمى الفاشل والذي يسعى بعمله الدؤوب في الفريق إلى الانضمام لتشكيلة الفريق الأساسية وإضافة إلى كونه حارس مرمى فهو يعمل عتالاً في سوق الهال وهو مرتبط بالشابة سعاد والتي لم يستطع الزواج بها كونه لم يحقق أحلامه.

- أدهم مرشد: يجسد شخصية «وليد»، وهو صبي لدى أبو ليلى وهو شخص على البركة معلمه يقوم بتوبيخه دائماً، وهو يحب عواطف شقيقة أبو جانتي حيث يحاول الاتصال بها دائماً والتودد إليها.

- رجاء يوسف: تجسد شخصية جارة أبو جانتي التي لديها ابنة شابة، يحضر أبو جنتي عريس خليجي لابنتها فتطمع في ماله على حساب تعاسة ابنتها.

- حسام تحسين بك: يجسد شخصية رجل مسن تعبت زوجة ابنه من الاهتمام به فتحاول أن تقنع زوجها بوضعه بدار السعادة للمسنين، فيقبل الزوج دون أن يشعر بالرضى وأثناء بحثهم عن مكان له في الدار ينسى في تاكسي أبو جانتي الذي لا ينتبه لوجوده في سيارته إلا فيما بعد.